# Мацей Влодек
Мацей Влодек з Германова гербу Правдич (пом. між 1 червня 1569 і 20 грудня 1570) — польський шляхтич, магнат, військовик та урядник Королівства Польського, Речі Посполитої. Шваґро ротмістра Анджея Потоцького. 

## Життєпис
Ротмістр, кам'янецький і генеральний подільський староста. Брав участь у війнах із валахами, татарами, у битві під Обертином 1531 р.
Під час нападу кримського «царевича» Імін Солтана на Поділля у вересні 1549 р. разом з Олександром Сенявським боронив лінію Верхнього Богу. Група війська під його командуванням після акту голду Короні молдавського господаря Александра Лопушняну в Бакоті 5 вересня 1551 р. впровадила нового господаря до Сучави.
26 березня 1547 р. король Сигізмунд II Август надав йому в спадкове володіння Плоскирів (тепер Хмельницький), Леснів (тепер Лезневе), Голишин (Олешин) із прилеглостями, «над Богом в повіті Кам'янецькім лежачими». За його сприяння у 1566 році Плоскирів отримав магдебурзьке право, розбудовувався Плоскирівський замок. Володів селом Біла (Кам'янецький повіт), 12-ма поселеннями в Теребовельському повіті (тоді мав посаду кам'янецького старости).
Згідно поборового реєстру Подільського воєводства 1563—1564 років, був власником сіл Більче-Золоте, Бедриківці, Добрівляни, Городок, Іване-Золоте, Хмелева, Литяче, Берем'яни, Дуліби, Попівці, Григорівці (тепер не існує, біля Кошилівців), Лясковиця (тепер Збруч, Кам'янець-Подільського району), Голенищеве, Куляви (певне, Соснівка Ярмолинецький район), в усіх них були православні церкви.
Помер після 1 червня 1569 року, в «Інвентарі староства Кам'янецького» 20 грудня 1570 генеральним старостою названий Миколай Потоцький.

### Сім'я
Є відомості про двох його дружин. Одна з них — донька сєрадзького воєводи Станіслава Ласького Катажина, відомий син — Станіслав Влодек, який сприяв будівництву брами в Кам'янці-Подільському, фортифікуванню, зміцненню, оздобленню замку-фортеці у цьому місті.
Інша дружина — Анна Свірчова, донька Анджея з Новодвору, посагом якої була Чорно-Острівська волость.